# Halowe Mistrzostwa Europy w Lekkoatletyce 1987 – bieg na 3000 m mężczyzn
Bieg na 3000 metrów mężczyzn – jedna z konkurencji biegowych rozgrywanych podczas halowych lekkoatletycznych mistrzostw Europy w  hali Stade couvert régional w Liévin. Eliminacje zostały rozegrane 21 lutego, a bieg finałowy 22 lutego 1987. Zwyciężył reprezentant Hiszpanii José Luis González. Tytułu zdobytego na poprzednich mistrzostwach nie bronił Dietmar Millonig z Austrii.

## Rezultaty

### Eliminacje
Rozegrano 2 biegi eliminacyjne, do których przystąpiło 15 biegaczy. Awans do półfinałów dawało zajęcie jednego z pierwszych czterech miejsc w swoim biegu (Q). Skład finału uzupełniło czterech zawodników z najlepszym czasem wśród przegranych (q).
Opracowano na podstawie materiału źródłowego.
Bieg 1
| Miejsce | Zawodnik        | Czas    | Uwagi |
| ------- | --------------- | ------- | ----- |
| 1       | Adrian Passey   | 7:53,69 | Q     |
| 2       | Bruno Levant    | 7:53,70 | Q     |
| 3       | Dieter Baumann  | 7:54,33 | Q     |
| 4       | Volker Welzel   | 7:54,76 | Q     |
| 5       | Lubomír Tesáček | 7:55,30 | q     |
| 6       | Franco Boffi    | 7:56,06 | q     |

Bieg 2
| Miejsce | Zawodnik           | Czas    | Uwagi |
| ------- | ------------------ | ------- | ----- |
| 1       | Patriz Ilg         | 8:01,96 | Q     |
| 2       | Mogens Guldberg    | 8:02,00 | Q     |
| 3       | José Luis González | 8:02,58 | Q     |
| 4       | Mark Rowland       | 8:02,93 | Q     |
| 5       | Pascal Thiébaut    | 8:04,53 | q     |
| 6       | Billy Dee          | 8:04,53 | q     |
| 7       | Kai Jenkel         | 8:08,92 |       |
| 8       | Walter Merlo       | 8:12,55 |       |
| 9       | Borislav Dević     | 8:19,00 |       |

### Finał
Opracowano na podstawie materiału źródłowego.
| Miejsce | Zawodnik           | Czas    |
| ------- | ------------------ | ------- |
| 1       | José Luis González | 7:52,27 |
| 2       | Dieter Baumann     | 7:53,93 |
| 3       | Pascal Thiébaut    | 7:54,03 |
| 4       | Mark Rowland       | 7:54,64 |
| 5       | Mogens Guldberg    | 7:56,10 |
| 6       | Bruno Levant       | 7:56,42 |
| 7       | Franco Boffi       | 7:59,23 |
| 8       | Billy Dee          | 8:00,73 |
| 9       | Lubomír Tesáček    | 8:02,04 |
| 10      | Volker Welzel      | 8:17,72 |
| –       | Patriz Ilg         | DNF     |
| –       | Adrian Passey      | DNF     |